# McDuffie County
McDuffie County is een county in de Amerikaanse staat Georgia.
De county heeft een landoppervlakte van 673 km² en telt 21.231 inwoners (volkstelling 2000). De hoofdplaats is Thomson.